# Jean Van Slype
Jean Van Slype (7 februari 1937) is een Belgische voormalige atleet, die gespecialiseerd was in het hoogspringen. Hij veroverde twee Belgische titels.

## Biografie
Van Slype werd in 1959 en 1960 Belgisch kampioen hoogspringen. Hij was aangesloten bij Antwerp AC.

## Belgische kampioenschappen
| Onderdeel    | Jaar       |
| ------------ | ---------- |
| hoogspringen | 1959, 1960 |

## Persoonlijk record
| Onderdeel    | Prestatie | Datum | Plaats |
| ------------ | --------- | ----- | ------ |
| hoogspringen | 1,96 m    |       |        |

## Palmares
hoogspringen
- 1956:  BK AC – 1,80 m
- 1958:  BK AC – 1,85 m
- 1959:  BK AC – 1,80 m
- 1960:  BK AC – 1,85 m
- 1961:  BK AC – 1,93 m
- 1962:  BK AC – 1,85 m
- 1963:  BK AC – 1,85 m
- 1967:  BK AC – 1,90 m